# 渡辺琢
渡辺 琢（わたなべ たく、1971年2月 - ）は、日本のテレビプロデューサー、テレビディレクター。
フジテレビジョン編成総局バラエティ制作局バラエティー制作部長職。愛称は「琢ちゃん」。

## 来歴
1994年、フジテレビに入社。以後、三宅恵介の下で制作現場を担当した。
2010年の第2回沖縄国際映画祭グランプリ作品「クロサワ映画」で映画監督デビュー。
2014年6月27日付で編成制作局バラエティ制作センター副部長兼プロデューサー・ディレクター。
2016年6月28日付で制作局第2制作センター副部長兼プロデューサー・ディレクター。
2017年7月1日付で編成局制作センター第2制作室副部長。
2024年7月1日付現職。現在は制作クレジットを「監修」と標記する番組が多い。

## 担当番組

### 現在担当している番組

#### レギュラー
- さんまのお笑い向上委員会（監修）
- 新しいカギ（special thanks）

#### スペシャル
- ビートたけしのオワラボ（演出）
- さんまの番組向上委員会（総合演出）
- さんま&女芸人お泊まり会（演出）
- さんまのFNS全国アナウンサー一斉点検（監修）
- ドリフに大挑戦スペシャル（ディレクター、以前は演出）

### 過去に担当した番組
- やっぱりさんま大先生（AD）→あっぱれさんま大先生
- 明石家マンション物語→明石家ウケんねん物語
- 明石家さんまのフジテレビ大反省会
- さんま・玉緒・美代子のいきあたりばったり珍道中(1998年 - 2004年)
- 明石家サンタの史上最大のクリスマスプレゼントショー（2009年 - 2012年、2012年まではチーフプロデューサー、2016年はディレクター）
- チノパン（木曜日担当）
- エブナイ（木曜日担当）
- FNS27時間テレビ（1999年・2001年・2002年、2008年～2011年に参加。2008年～2010年はチーフD、2011年はコーナー担当プロデューサーを担当）
  - FNS27時間テレビ 女子力全開2013 乙女の笑顔が明日をつくる!!（総合演出）
- ワンナイR&R
番組内のコントでは、山口智充が物真似で渡辺の役「たくちゃん」を演じた。
  - 新春かくし芸大会「ワンナイチーム演目」
- スリルな夜
  - 子育ての天才
  - イケメン合衆国
- 0号室の客「Second Story 才能のある男」
- THE THREE THEATER（監修）
- 知的1級河川 バカの河（演出）
- さんまの笑顔映像グランプリ（演出）
- 東京風〜TOKYO WINDS〜（演出）
- しあわせの素（演出）
- サタデー・ナイト・ライブ JPN（演出、第2回のみ）
- フジテレビに出たい人TV（演出）
- 10匹のコブタちゃん 〜ヤセガマンしないTV〜（演出）
- ミレニアムズ（監修）
- ペケ×ポンプラス（総合演出）
- ライオンのごきげんよう（曜日ディレクター、2010年7月からプロデューサー兼任）
- くりぃむしちゅーのテレビでは見せない芸能人年末イベント全部観せます!（総合演出）
- かたらふ〜ぼくたちのスタア〜（演出）
- アウト×デラックス（監修）
- ゴリエと申します。（総合演出）

## 同期入社
- 佐野瑞樹（元：ニューヨーク支局所属 現：アナウンス室 バラエティ担当部長）
- 武田祐子（「もしもツアーズ」ナレーションなど担当 アナウンス室主任→アナウンス室副部長→フリーアナウンサー）
- 木佐彩子（フリーアナウンサー）
- 富永美樹（フリーアナウンサー）
- 黒木彰一（「SMAP×SMAP」「おじゃマップ」チーフプロデューサー、「森田一義アワー 笑っていいとも!」監修）
- 関口大輔（WATERBOYS等の映画プロデューサー、映画事業局映画制作部→ワーナーブラザースジャパンプロデューサー）
- 鈴木文太郎（広報局広告宣伝部）